# Georg W. Borsche

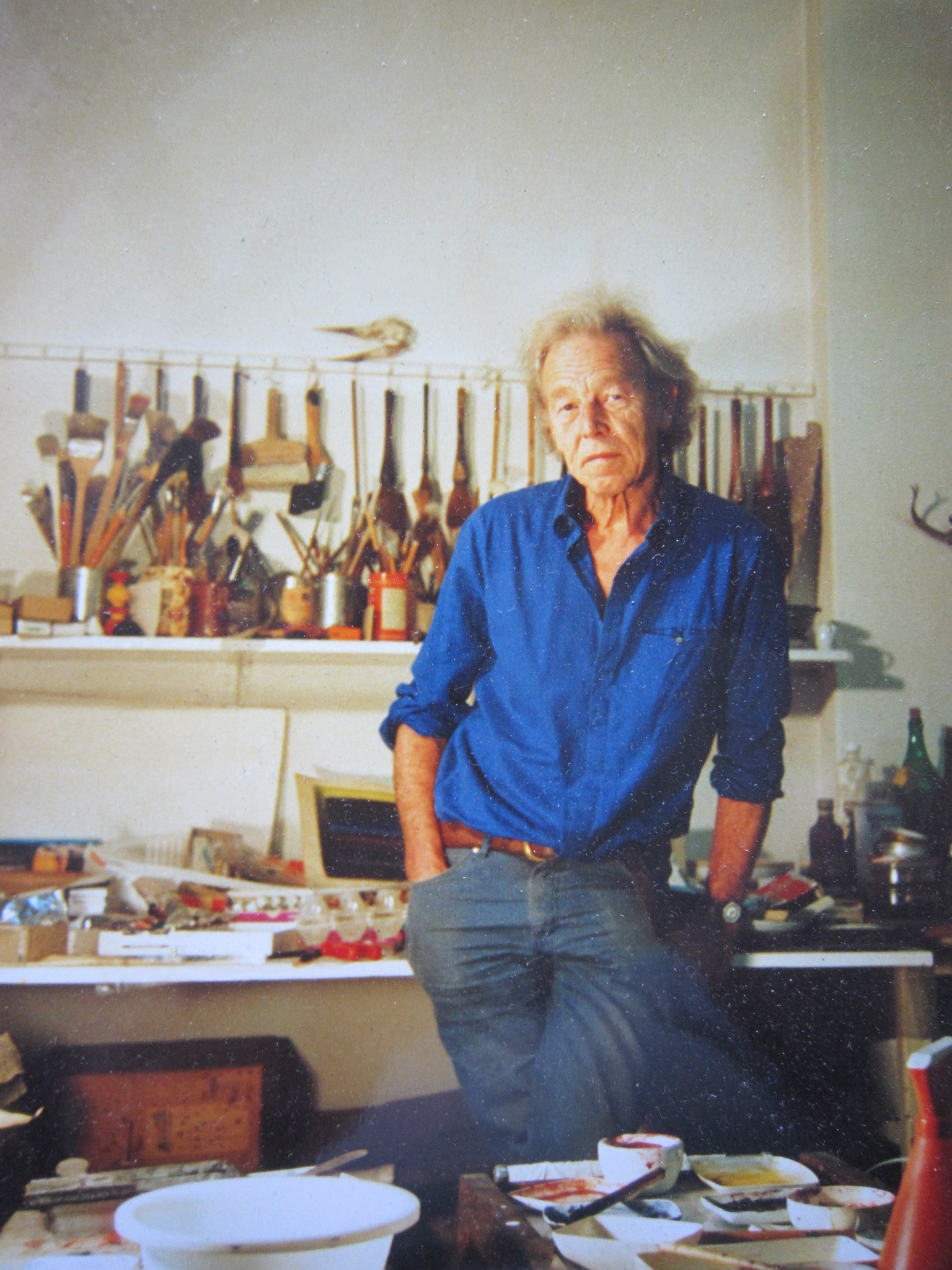
Georg W. Borsche

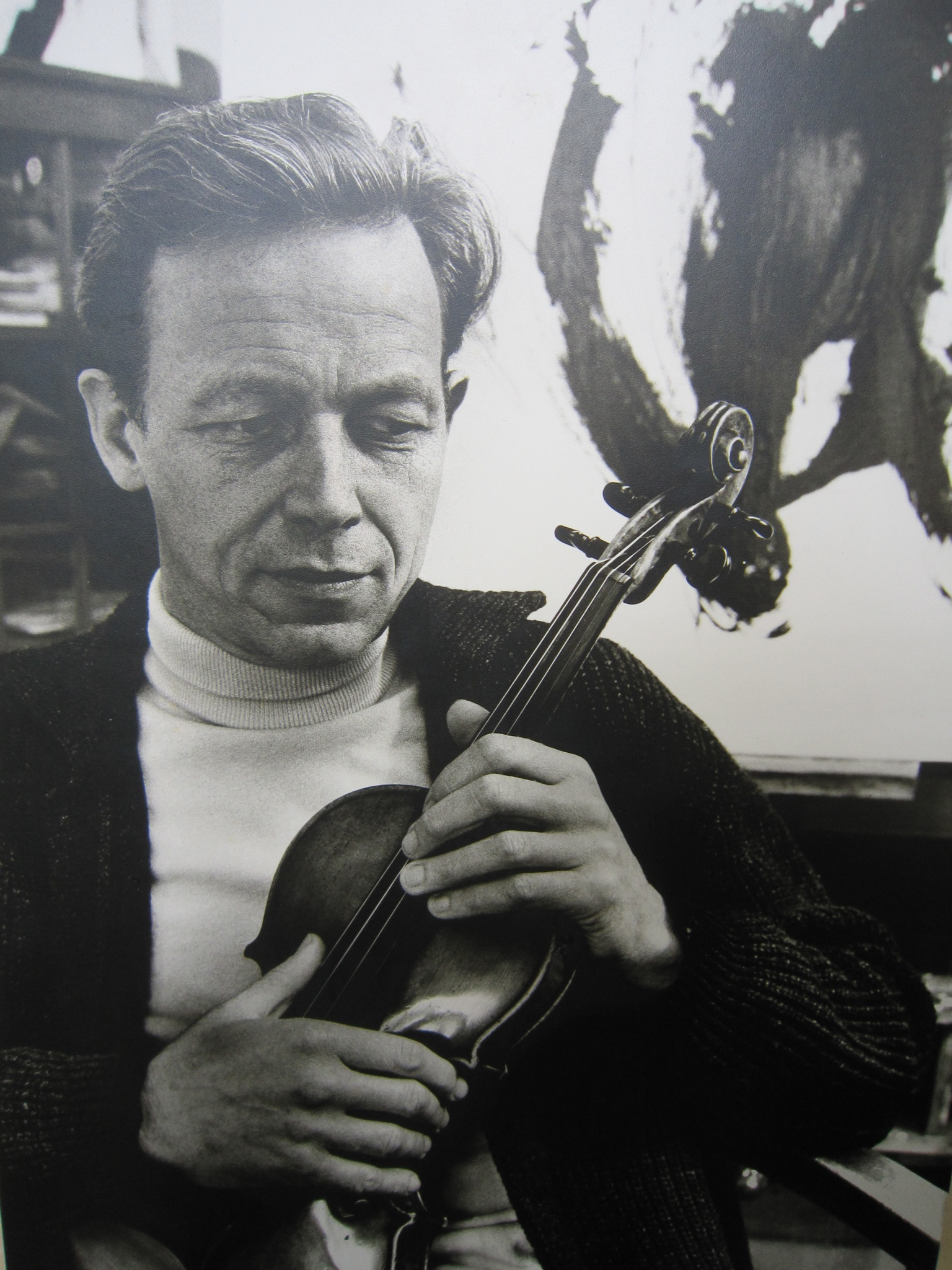
Georg W. Borsche

Georg Wilhelm Borsche (* 27. März 1922 in Hannover; † 3. April 1999 in Berlin) war ein deutscher Maler und Musiker.

## Leben
Sein Vater war Musiker, seine Mutter Tänzerin und sein Bruder Dieter Borsche wurde Schauspieler. Borsche studierte 1939/40 Musik, Kunstgeschichte und Philosophie in Würzburg, wurde zum Militär eingezogen und nach dem Kriege 1947 Mitglied des Stuttgarter Kammerorchesters. Von 1954 bis 1985 war Borsche Bratscher im Berliner Philharmonischen Orchester.
Als Maler war Borsche Autodidakt. Eines seiner Vorbilder war Paul Klee, mit dem ihn die Doppelbegabung Musik und Malerei verband. Seine schwungvollen, farbigen, abstrakten Bilder in Öl und Acryl sind beste Beispiele des Informel. Durch die Verwendung japanischer Pinsel wurde Leichtigkeit und Eleganz der künstlerischen Bewegung auf die Leinwand fixiert. Will Grohmann schrieb 1965: „Entscheidend ist, was die Hand im Augenblick des Geschehens aus der Fülle des Erlebens herausholt“. Das gilt für den Maler wie für den Musiker GWB.
Über 40 Einzelausstellungen fanden von 1952 bis 1996 in Deutschland, Österreich, der Schweiz, in Japan und den USA statt.
Seine Werke befinden sich im Besitz der Kupferstichkabinette Berlin und Dresden, in der Albertina, Wien und im Art Institute Chicago.
Die Artothek des Neuen Berliner Kunstvereins besitzt eine Lithographie Borsches aus dem Jahr 1987, die Graphothek Berlin listet fünf Werke Borsches in ihren Beständen auf. Auch im Besitz des Kunstvereins Göttingen e.V. befindet sich mindestens ein Werk Borsches, vermutlich ebenfalls im Bestand der Artothek.
Der Komponist Wolfram Fürstenau setzte mehrere seiner Bilder in seiner Komposition Ch'i-yün oder Das Prinzip des intensiven Lebens in Frieden um.
Georg W. Borsche war der Vater des Chirurgen André Borsche.